# 전조선축구대회 (관서체육회)
전조선축구대회(全朝鮮蹴球大會)는 일제강점기 조선에서 진행되었던 축구 대회이다. 일제강점기 조선 평안남도 평양부에서 관서체육회 주최로 열렸던 전국 규모의 축구 대회이다. 경성부에서 조선체육회 주최로 열렸던 전조선축구대회와 명칭은 유사하나 다른 대회이다.

## 주최
원래 1921년부터 1926년까지 평양기독청년회가 주최한 동일한 명칭의 전조선축구대회가 있었다. 1925년부터 관서체육회 주최의 전조선축구대회가 생기자, 평양에 같은 이름의 전국규모 대회를 두 개나 둘 필요가 없다는 의견이 모아져 평양기독청년회 주최 대회는 제6회를 끝으로 폐지된다. 그러나 실질적으로는 전조선축구대회의 개최권을 관서체육회에 넘긴 것과 마찬가지이므로 두 대회는 동일선상에 있다고 볼 수 있으며, 결국 평양의 전조선축구대회는 1921년부터 시작되었다고 볼 수 있다. 1925년 관서체육회 주최의 제1회 전조선축구대회는 동아일보, 조선일보, 시대일보(時代日報)의 평양지국이 후원하는 등 기존 평양기독청년회 주최의 대회를 한층 발전시키며 성황리에 열린다. 한편 마지막 대회인 제18회(1942년) 대회에서는 조선체육진흥회평남지부 주최 서조선축구대회로 주최와 명칭이 변경된다. 하지만 일제의 구기종목 금지로 1942년 대회를 마지막으로 전조선축구대회는 폐지되는데, 이는 서울의 전조선축구대회가 폐지된 1940년보다 2년을 더 유지한 것이었다.

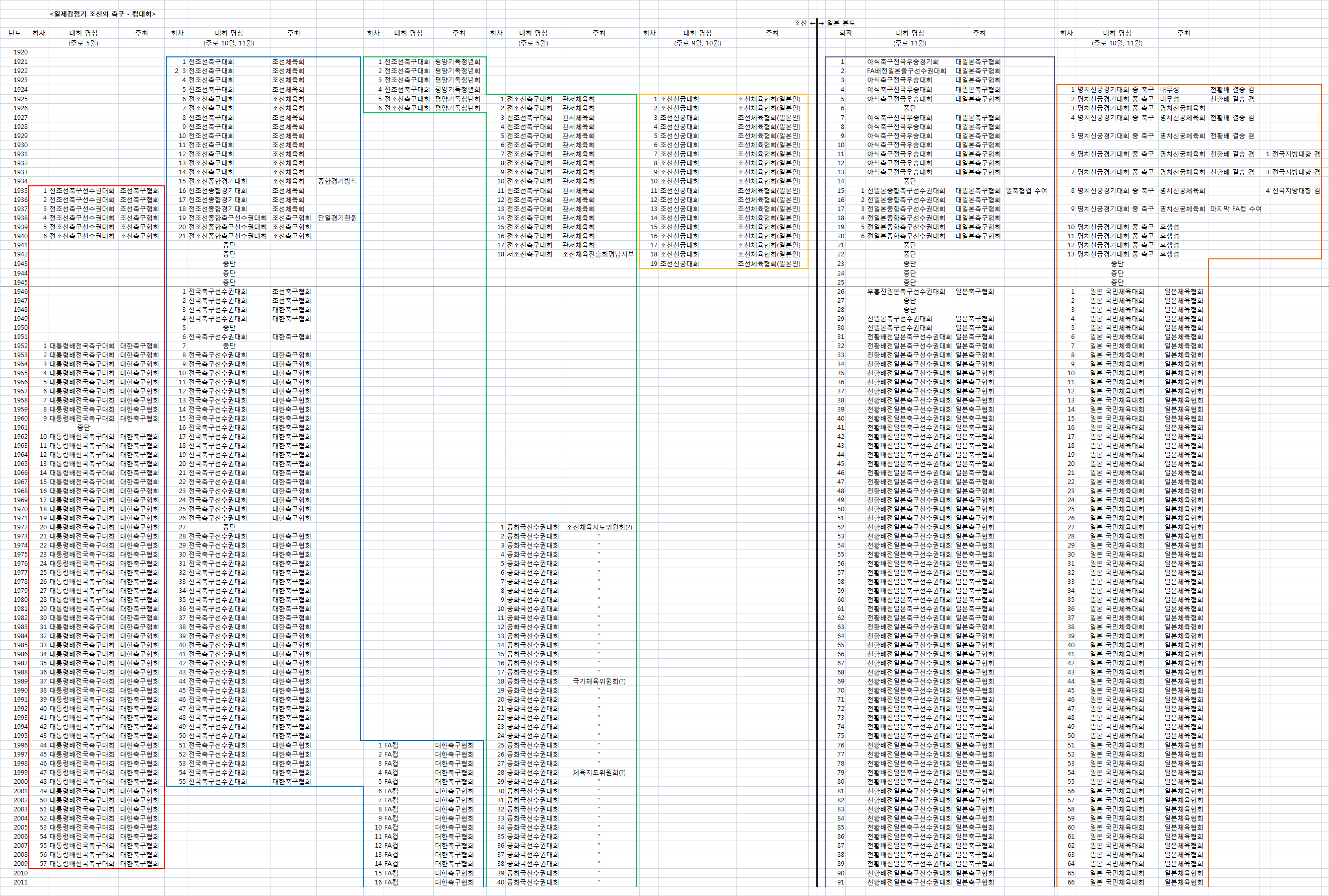
일제강점기 조선의 축구 컵대회

## 장소, 시기
1920년대 초에는 평양의 숭실중학교 운동장이나 광성고보 운동장에서 경기를 치렀으나, 1926년 기림리운동장(구 평양공설운동장, 현 김일성경기장)이 완공되면서 전조선대회를 비롯한 주요 스포츠 행사를 기림리운동장에서 치르게 된다. 시기는 서울의 전조선축국대회가 늦가을에 열렸던 것과 달리 주로 5월에 열렸다. 때문에 1920년대 중반부터는 봄 - 평양의 전조선축구대회, 가을 - 서울의 전조선축구대회의 구도가 정착된다.

## 대회 구성
회차에 따라 다소 차이는 있었으나, 서울의 전조선축구대회와 마찬가지로 소학부, 중등부, 청년부(혹은 일반부) 등 연령대 별로 대회가 구분되어 있었다. 소학부는 지금의 초등학교, 중등부는 지금의 중고등학교, 청년부는 지금의 성인팀에 해당한다. 한편 1930년 제6회 대회에서부터는 실업부가 신설되어 직장인 단위의 팀들이 참가하게 되었다. 1938년 14회 대회부터는 전문부가 신설되어 대학 팀끼리 맞붙게 된다. 1942년 마지막 대회에서는 경평실업대항전이라는 부문이 따로 만들어져 평양과 서울의 실업팀 연합이 2경기를 치렀다.

## 의미
몇몇 지방에서 전조선축구대회라는 동일한 명칭을 가진 대회는 있었지만, 실질적으로 전국적 규모를 가졌던 것은 서울의 조선체육회 주최 전조선축구대회와 평양의 관서체육회 주최 전조선축구대회 두 가지였다. 비록 관서체육회 주최 전조선축구대회는 지방 체육회 주최의 대회였지만, 서울의 그것과 쌍벽을 이루는 권위와 규모를 자랑하면서, 평양을 중심으로 한 관서지방 축구발전을 위해 크게 기여하였다. 평양의 전조선축구대회는 1942년을 마지막으로 폐지되었지만, 광복 이후 조선민주주의인민공화국 축구 발전에도 밑바탕이 되었으며, 1972년 생긴 공화국선수권대회(대한민국의 전국체육대회에 해당)의 축구경기를 이 대회의 후신으로 볼 수도 있을 것이다.

## 시즌별 결과

### 청년부
| 시즌   | 참가 | 우승        | 준우승          | 비고 |
| ------ | ---- | ----------- | --------------- | ---- |
| 1925년 | 6팀  | 무오 축구단 | 숭실대학 축구단 |      |

### 중학부
| 시즌   | 참가 | 우승                    | 준우승                  | 비고 |
| ------ | ---- | ----------------------- | ----------------------- | ---- |
| 1925년 | 4팀  | 평양고등보통학교 축구단 | 광성고등보통학교 축구단 |      |

### 소학부
| 시즌   | 참가 | 우승                | 준우승                  | 비고 |
| ------ | ---- | ------------------- | ----------------------- | ---- |
| 1925년 | 10팀 | 광성보통학교 축구단 | 상수공립보통학교 축구단 |      |

## 역대 우승팀[4][5]
- 평양기독청년회 주최
  - 무오축구단 3회 (1921, 1922, 1924)
  - 조선축구단 2회 (1925, 1926)
  - 숭실전문 1회 (1923[6])

- 관서체육회 주최
  - 평양축구단 4회 - 무오축구단 3회(1925, 1926, 1927), 평양축구단 1회(1942)
  - 보성전문 4회 (1928, 1929, 1930, 1931)
  - 숭실전문 2회 (1932, 1935)
  - 전광성고 1회 (1933)
  - 월성양말 1회 (1934)
  - 동광구락 1회 (1938)
  - 일본곡산 1회 (1940)
  - 낙평 1회 (1941)

## 참고 문헌
- 대한체육회 100주년 기념사업부 (2020). 《대한민국 체육 100년》. 대한체육회.
- 《韓國蹴球百年史(한국축구백년사)》. 대한축구협회. 1986.

## 같이 보기
- 전조선축구대회
- 전조선축구대회 (평양기독교청년회)